# سوشانت دیوجیکار
سوشانت دیوجیکار (انگلیسی: Sushant Divgikar) زاده ۲ ژوئیهٔ ۱۹۹۰ بازیگر هندی است.
او در فیلم متشکرم که آمدید بازی کرده‌است.